# Bo Diddley
Bo Diddley, pseudonimo di Ellas Otha Bates McDaniel (McComb, 30 dicembre 1928 – Archer, 2 giugno 2008), è stato un cantautore, chitarrista, compositore polistrumentista statunitense, in particolare di musica Rock and roll.
Secondo la rivista Rolling Stone è stato uno dei migliori artisti nonché uno dei migliori chitarristi di tutti i tempi.

## Biografia

### Gli inizi e l'apprendistato
Nasce come Ellas Otha Bates in una famiglia povera a McComb, un paese del Mississippi dove, dopo la morte dei genitori, Ethel Wilson e Eugene Bates, viene accudito dalla cugina della madre ovvero Gussie McDaniel. Comincia a studiare violino da giovanissimo per poi innamorarsi della chitarra ascoltando John Lee Hooker; nel 1943 all'età di 14 anni decise di formare un gruppo chiamatoHip histers oppure Hip sters nonché in seguito Langley avenue jive catz. Dopo lo scioglimento della band si metterà a lavorare come camionista e infine intraprenderà una carriera di pugile che finirà a breve.
Ha un figlio, Ellas Anthony McDaniel (nato nel 1954), e una figlia, Tammy McDaniel (nata nel 1962). Nessuno dei due ha intrapreso la carriera musicale.

## Carriera

### Successo
Viene contattato da Leonard Chess e Phil Chess per conto della Chess Records, etichetta discografica prestigiosa, con cui firma un contratto e nel 1955 esce il suo primo singolo intitolato col suo nome d'arte, Bo Diddley. Si trattava di un rifacimento del brano Uncle John  da lui precedentemente composto a cui fu cambiato il titolo per volontà di uno dei fratelli Chess. Il brano riscosse un buon successo (17º nella classifica di Billboard relativa al Rhythm'n Blues) e vendette 1 milione di copie, portando i germi di un nuovo ritmo. 

### Declino e rinascita
A partire dagli anni a venire la sua carriera subì una frenata, nonostante si mantenesse al centro dell'attenzione con i concerti in cui le esibizioni erano infuocate, soprattutto quando suonava la chitarra con i denti (cosa che in seguito Jimi Hendrix imiterà) e anche per la nuova leva che mostrava interesse nei suoi confronti riproponendo molti dei suoi brani.
Ha continuato la sua carriera musicale fino alla morte, ottenendo svariati riconoscimenti, tra cui il premio Grammy alla carriera e registrando altri successi, particolarmente negli anni cinquanta e sessanta, ad esempio I'm a Man, Mona, Road Runner, Bring to Jerome e Who Do You Love?. 
È stato inoltre uno dei primi artisti neri ad apparire nell'Ed Sullivan Show in cui fu pagato 700 dollari.
Nel 2005 ha festeggiato 50 anni di carriera al Roma Blue Festival.

### Morte
È morto nella sua casa ad Archer in Florida a causa di un infarto. In precedenza era stato colpito da ictus; mentre si trovava in tour conviveva inoltre col diabete e l'ipertensione e da tempo era in declino fisico.

## Influenza
È stato soprannominato "The Originator of Rock And Roll" oppure semplicemente The Originator per il suo ruolo chiave nella musica popolare e specialmente per la transizione dal blues al rock and roll, e per aver influenzato, fra gli altri, artisti come Buddy Holly, Eric Clapton, Jimi Hendrix, The Doors e The Rolling Stones e tanti altri; non a caso, intitolò con tale nome anche un album del 1966, per rimarcare il suo ruolo di iniziatore
. 
È noto anche per la sua particolare chitarra a forma rettangolare, inizialmente autocostruita, da se stesso chiamata Cigar Box, perché era simile a una scatola di sigari. È stato uno dei primi musicisti rock ad inserire nel proprio gruppo musicisti donne, come Norma-Jean Wofford "The Duchess", Peggy Jones "Lady Bo", Cornelia Redmond che sostituì Jody Williams "Cookie", e Debby Hastings oltre all'amico Jerome Green. È conosciuto per il cosiddetto "Bo Diddley beat" un ritmo da lui utilizzato, e simile alla rumba e all'hambone, e per aver dato un'innovazione importante alla chitarra elettrica, come ad esempio lo Scratch e il Synthaxe,che tanti musicisti in futuro prenderanno a modello.

### "Bo Diddley Beat"

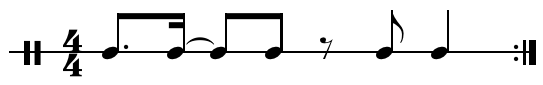
"Bo Diddley beat".

Il "Bo Diddley beat" è essenzialmente un ritmo latino caraibico afrocubano, uno dei più comuni della tradizione dell'Africa subsahariana. Uno studioso riconobbe questo particolare schema ritmico in 13 composizioni rhythm and blues incise negli anni 1944-55, inclusi due brani di Johnny Otis del 1948.
Bo Diddley raccontò in diverse versioni circa quando e come iniziò ad usare questo ritmo, ma è appurato che tre anni prima dell'uscita del singolo Bo Diddley, una canzone con simili ritmi sincopati stile "Hambone", fu incisa dalla Red Saunders Orchestra con The Hambone Kids. Nel 1944, Rum and Coca Cola, contenente il Bo Diddley beat, venne registrata dalle Andrews Sisters. La celebre Not Fade Away di Buddy Holly (1957) e Mystic Eyes dei Them (1965) utilizzano anch'esse tale beat.
Molte canzoni di Diddley (per esempio, Hey! Bo Diddley e Who Do You Love?) spesso non hanno cambi di accordo; il che vuol dire, che i musicisti suonano lo stesso accordo lungo tutto il pezzo, quindi è il ritmo a creare l'eccitazione, piuttosto che generare eccitamento attraverso tensioni armoniche.

### Cover e tributi
È stato inserito dal 1987 nella Rock and Roll Hall of Fame come uno dei re del rock, ed è considerato uno dei migliori artisti per talento e genialità e le sue canzoni sono state frequentemente eseguite da altri interpreti che hanno anche suonato anche insieme a lui come ad esempio Ronnie Wood e Keith Richards.
Fra gli innumerevoli esempi, The Rolling Stones e i Quicksilver Messenger Service hanno realizzato cover di Mona. The Yardbirds hanno reinterpretato I'm a Man.
The Animals e Bob Seger hanno inciso The Story of Bo Diddley. The Woolies, George Thorogood e Juicy Lucy hanno ottenuto successi con Who Do You Love?, interpretata anche dai Quicksilver Messenger Service e da The Doors. I Creedence Clearwater Revival e poi Eric Clapton hanno inciso Before You Accuse me.
Nel 1979 Joe Strummer leader dei Clash l'ha voluto per aprire i suoi concerti negli Usa.
Edoardo Bennato ha cantato con lui nel disco Il paese dei balocchi, scrivendo la canzone Here comes Bo Diddley il cui testo è un colloquio con Bo Diddley.
Gli è stata intitolata una piazza a Gainsville in Florida chiamata Bo Diddley Community Plaza.

## Discografia

### Album in studio
- 1958 - Bo Diddley
- 1959 - Go Bo Diddley
- 1960 - Have Guitar Will Travel
- 1960 - Bo Diddley In The Spotlight
- 1960 - Bo Diddley Is a Gunslinger
- 1961 - Bo Diddley Is a Lover
- 1962 - Bo Diddley's a Twister
- 1962 - Bo Diddley
- 1962 - Bo Diddley & Company
- 1963 - Surfin' with Bo Diddley
- 1964 - Two Great Guitars (con Chuck Berry)
- 1965 - Hey! Good Lookin'
- 1965 - 500% More Man
- 1966 - The Originator
- 1967 - Super Blues (con Muddy Waters e Little Walter)
- 1967 - The Super Super Blues Band (con Muddy Waters e Howlin' Wolf)
- 1970 - The Black Gladiator
- 1971 - Another Dimension
- 1972 - Where It All Began
- 1972 - Got My Own Bag of Tricks
- 1973 - The London Bo Diddley Sessions
- 1974 - Big Bad Bo
- 1976 - 20th Anniversary of Rock & Roll
- 1977 - I'm a Man
- 1983 - Ain't It Good To Be Free
- 1989 - Breakin' Through The BS
- 1989 - Living Legend
- 1991 - Rare & Well Done
- 1993 - This Should Not Be
- 1994 - Promises
- 1996 - A Man Amongst Men
- 2002 - Moochas Gracias (con Anna Moo)

### Raccolte
- 1958 - Bo Diddley
- 1964 - Bo Diddley's 16 All-Time Greatest Hits
- 1984 - Bo Diddley - His Greatest Sides - Volume 1
- 1997 - His Best

### Album dal vivo
- 1964 - Bo Diddley's Beach Party
- 1977 - I'm a Man
- 1985 - Bo Diddley & Co - Live
- 1986 - Hey... Bo Diddley in Concert
- 1992 - Live at The Ritz (con Ronnie Wood)

### Singoli
- 1955 - Bo Diddley/I'm a Man (R&B #1(2) / 2(1))
- 1955 - Diddley Daddy/She's Fine, She's Mine [con The Moonglows] (R&B #8)
- 1955 - Pretty Thing/Bring It To Jerome (R&B #4)
- 1957 - Hey! Bo Diddley/Mona
- 1957 - Say (Boss Man) (R&B #24)
- 1959 - I'm Sorry (R&B #17)
- 1959 - Crackin' Up (R&B #13)
- 1959 - Say Man (R&B #3, Pop #20)
- 1959 - Say Man, Back Again (R&B #23)
- 1960 - Road Runner (R&B #20)
- 1960 - Walkin' and Talkin' (R&B #23)
- 1960 - Gunslinger (R&B #9)
- 1962 - You Can't Judge a Book by the Cover (R&B #10)

## Filmografia
È apparso in un episodio della serie televisiva La vita secondo Jim, interpretando se stesso.
È apparso nel film Una poltrona per due (1983) di John Landis, interpretando il titolare del monte dei pegni dove si reca il protagonista.
È apparso in Blues Brothers - Il mito continua (1998), membro di una band all-star composta, tra gli altri, da B.B. King ed Eric Clapton.